# Киловатт-час
Килова́тт-час (кВт⋅ч) — внесистемная единица количества энергии, используемая преимущественно для измерения потребления электроэнергии (с использованием счётчиков электрической энергии) в быту, народном хозяйстве, а также для измерения выработки электроэнергии в электроэнергетике.

## Определение
1 киловатт-час равен количеству энергии, потребляемой (произведённой) электрическим устройством мощностью 1 киловатт за 1 час своей работы.
1 кВт⋅ч = 10³ Вт × 3600 с = 3,6 МДж.
Пример:
Электрическая плита мощностью 2 кВт за 15 минут потребляет из электросети и преобразует в тепло электроэнергию, равную 2 кВт × 0,25 ч = 0,5 кВт⋅ч.
Единственно правильное написание — «кВт⋅ч» (мощность, умноженная на время) или «киловатт-час».
Употребление в речевом обиходе в контексте оценки количества произведённой или использованной электроэнергии термина «киловатт» вместо «киловатт-час» формально неправильно, так как мощность не тождественна энергии. Если провести аналогию с механическими величинами — различие между единицами измерения «кВт» и «кВт⋅ч» такое же, как между скоростью и расстоянием.
Также неправильно написание «кВт/ч» (киловатт в час), часто встречаемое в статьях и отчётах СМИ и даже иногда в официальных документах. Физический смысл единицы измерения «кВт/ч» — скорость изменения мощности: «на сколько киловатт изменится потребляемая или генерируемая устройством электрическая мощность за 1 час». Если провести аналогию с механическими величинами — различие между единицами измерения «кВт⋅ч» и «кВт/ч» такое же, как между расстоянием и ускорением. Хотя такой параметр может иметь практическое применение — например, характеризовать способность электростанции быстро подстраиваться под изменения нагрузки — но служить единицей измерения количества энергии он не может по определению.

## Перевод в другие единицы измерения энергии
Таблица перевода единиц измерения энергии
|                      | джоуль    | ватт-час   | электрон-вольт | калория     |
| -------------------- | --------- | ---------- | -------------- | ----------- |
| 1 кг⋅(м/с)² = 1 Вт⋅с | 1         | 2,78⋅10−4  | 6,241⋅1018     | 0,239       |
| 1 кВт⋅ч              | 3,6⋅106   | 1000       | 2,247⋅1025     | 8,60⋅105    |
| 1 эВ                 | 1.6⋅10−19 | 4,45⋅10−23 | 1              | 3,827⋅10−20 |
| 1 кал                | 4,1868    | 1,163⋅10−3 | 2,613⋅1019     | 1           |

Другие соотношения:
- 1 МВт⋅ч (мегаватт-час) = 1 тыс. кВт⋅ч = 859,8452 Мкал = 0,86 Гкал = 3,6 ГДж
- 1 ккал = 1,163 Вт⋅ч

Кратные единицы:
- 1 ГВт⋅ч (гигаватт-час) = 1 тыс. МВт⋅ч = 1 млн. кВт⋅ч
- 1 ТВт⋅ч (тераватт-час) = 1 тыс. ГВт⋅ч = 1 млн. МВт⋅ч = 1 млрд. кВт⋅ч